# ماريا بينا
ماريا بينا (بالإسبانية: María Pina)‏ مواليد 8 أغسطس 1987 في بلنسية، هي لاعبة كرة سلة إسبانية. بدأت مسيرتها الاحترافية في سنة 2005. تلعب في الدوري الفرنسي لكرة السلة للسيدات. وتحمل الرقم 12. يبلغ طولها 6 قدم 2 بوصة (1.9 م).

## المسيرة الاحترافية
لعبت مع سي بي إستوديانتس في الدوري الإسباني من سنة 2005 إلى 2007، ثم لعبت مع نادي ريفاس لكرة السلة في موسم 2007–2008، ثم لعبت مع نادي سيلتا دي فيغو لكرة السلة في موسم 2009–2010، ثم لعبت مع نادي أفينيدا لكرة السلة للسيدات من سنة 2012 إلى 2014.

## الإنجازات
- الدوري الإسباني لكرة السلة للسيدات: (1) 2012–13

## روابط خارجية
- ماريا بينا على موقع الاتحاد الدولي لكرة السلة (الإنجليزية)
- ماريا بينا على موقع كرة السلة الأوروبية.كوم (الإنجليزية)
- ماريا بينا على موقع بروبوليرز (الإنجليزية)